# Norrmalms livsmedel

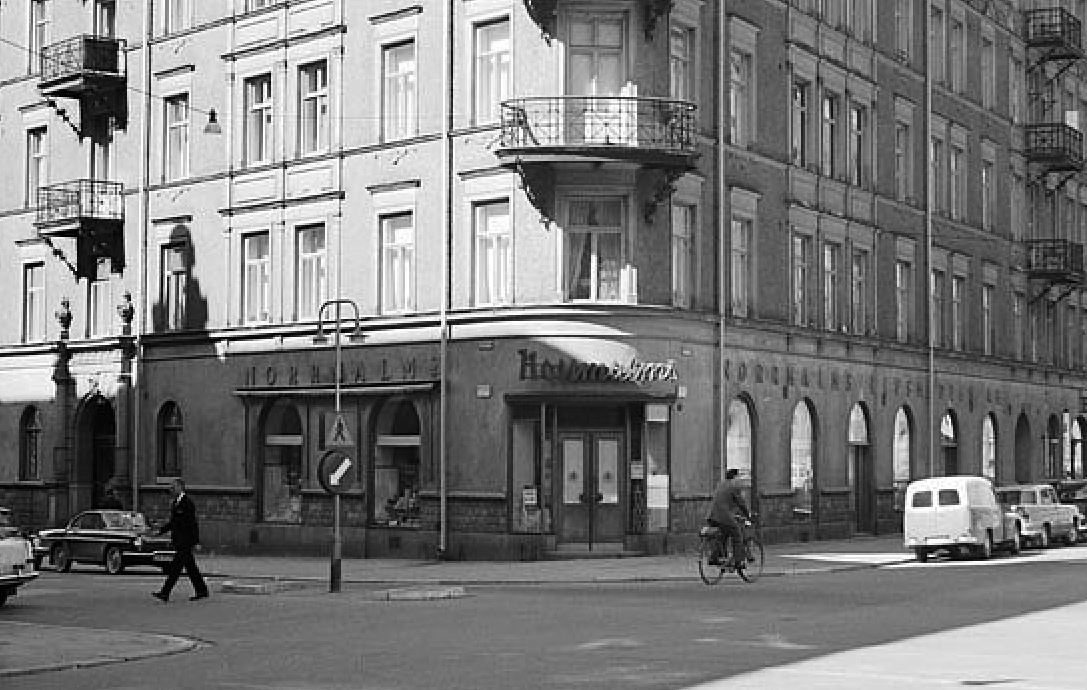
Norrmalms livsmedelsbutik, hörnet Banérgatan 3 / Riddargatan 72, inrättades 1926, idag ICA Banér. Foto från 1962.

Norrmalms livsmedels AB (ursprungligen Slagteri AB Norrmalm) var en livsmedelsproducent och en butikskedja för dagligvaror i Stockholm som grundades 1895. Butikskedjan såldes 1970 till ICA-koncernen och livsmedelsproduktionen lades ner i slutet av 1980-talet. Idag finns fortfarande några av de gamla Norrmalmsbutikerna kvar som ICA-butiker i sina ursprungliga lokaler runt om i Stockholm.

## Historik

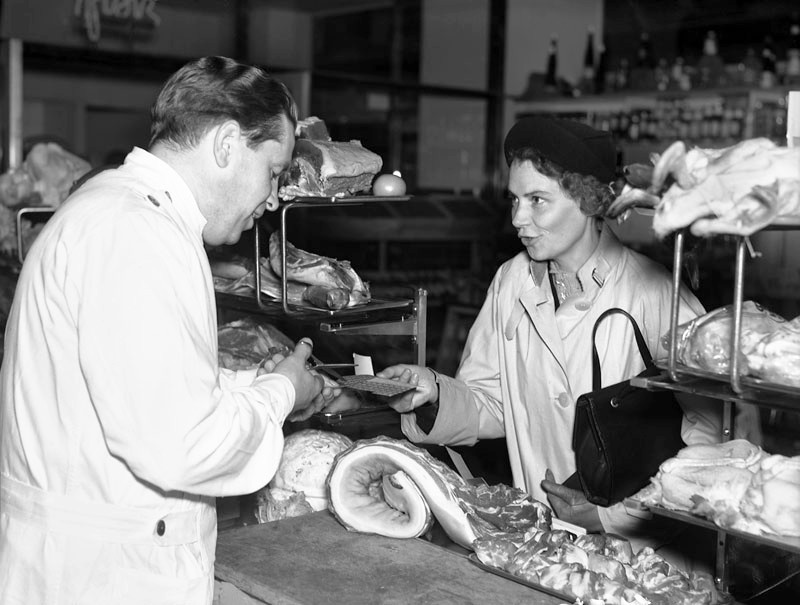
Inköp av charkuterier med ransoneringskuponger i en av Norrmalms livsmedelsbutiker, 1941.

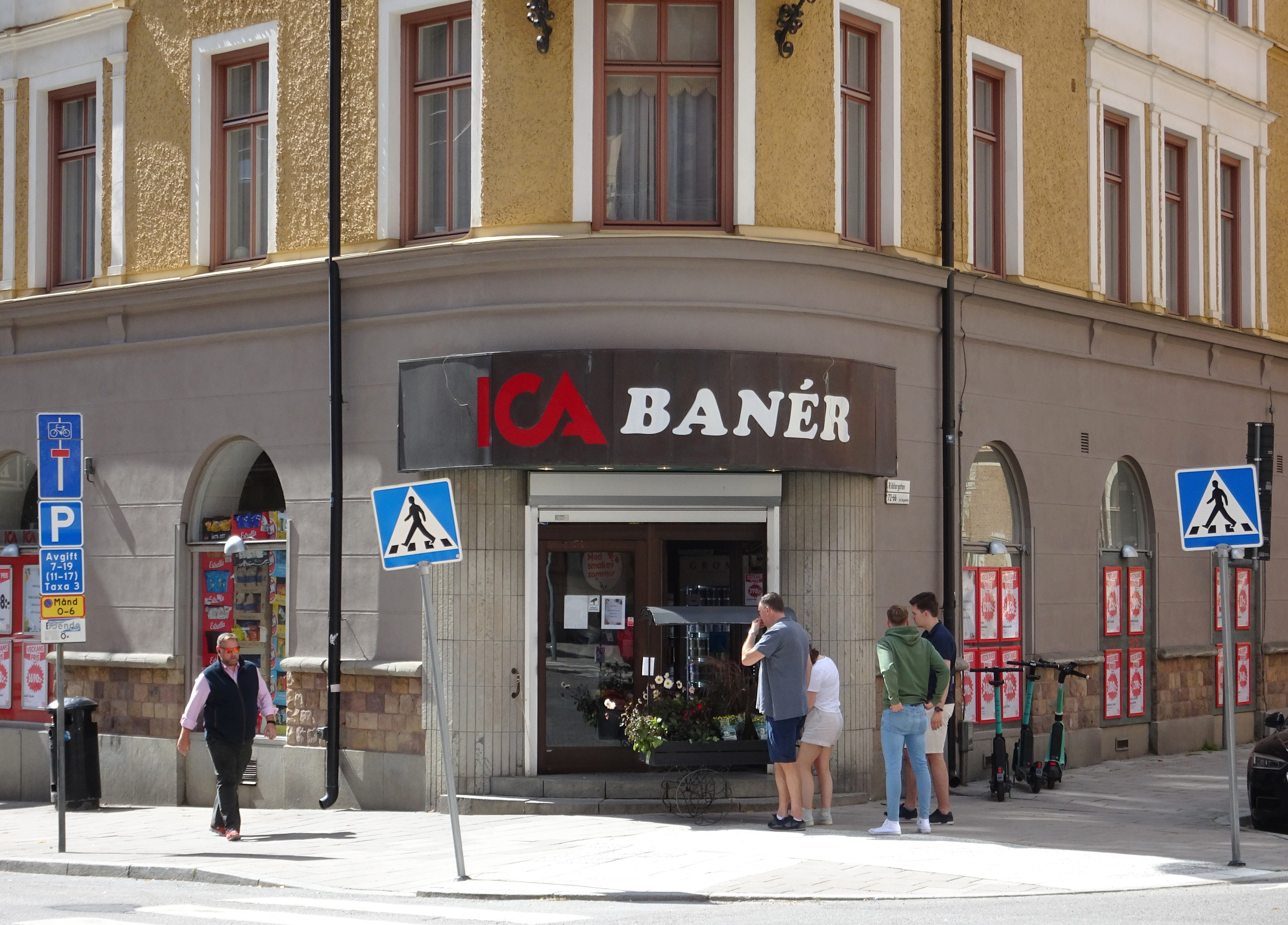
Före detta Norrmalms livsmedelsbutik vid Banérgatan 3, idag ICA Banér, 2022.

Norrmalms livsmedel har sina rötter i Slagteri AB Norrmalm som grundades 1895 och drevs till 1926 av industrimannen Robert Olin. Den kvalitetsmedvetne och förutseende Olin lät år 1906 uppföra en modern charkuterifabrik med stora expansionsmöjligheter i nuvarande fastigheten Kadetten 29 vid Karlbergsvägen 77–81.
Under 1920-talet utvecklades företaget och förutom charkuterivaror och konserver började man även att tillverka bageri- och konditorivaror, samt sälja färdigrätter. I och med den ändrade inriktningen beslöt man 1927 att byta namn till Norrmalms livsmedel AB. Förutom livsmedelsfabriken på Karlbergsvägen hade företaget 1945 också 13 egna butiker i Stockholm samt cirka 800 återförsäljare i hela Sverige. I slutet av 1960-talet hade antalet butiker växt till 32 stycken och en ny fabrik hade byggts vid Karlbergsvägen.
Under andra världskriget hade Norrmalms livsmedel även ett eget hemvärn. Initiativtagare var Oskar Olin (1902–1985), son till Robert Olin och bolagets verkställande direktör mellan 1947 och 1956. Norrmalms livsmedel var det första företag i Sverige som kunde visa upp ett fullrustat industrihemvärn vilket bestod av 96 frivilliga.

### Försäljningen
ICA hade redan under de sista åren av 1960-talet sökt kontakt med Norrmalms Livsmedel AB i Stockholm, för att försöka förvärva bolagets butiksbestånd. Syftet var att ge ICA en bättre marknadstäckning i Stockholm. Förhandlingarna hade pågått under flera månader och den 4 augusti 1970 slöts avtalet. Priset blev 14 miljoner kronor, där ingick samtliga 32 Stockholmsbutiker, hyresrätterna till befintliga tjänstebostäder i butikerna, samtliga inventarier, rätten till avtalade nyetableringar, lager av varor och förbrukningsartiklar samt Norrmalms butiksradioanläggning. Övertagandet beskrevs som ”Norrmalmsaffären” och var en av de största transaktionerna inom ICA. I överenskommelsen ingick även ett avtal om samarbete mellan Norrmalms livsmedel och ICA-restauranger.